# Чемпіонат Волинської області з футболу 1948
Чемпіонат Волинської області з футболу 1948 року стартував 25 липня.
Учасниками, відповідно до анонсів, мали бути збірні міст, районів, а також дві луцькі команди: Володимир-Волинський, Ковель, Голобський район, Горохівський район, Ківерцівський район, Камінь-Каширський район, Маневицький район, Рожищенський район, Торчинський район, «Спартак» (Луцьк) і дублери «Динамо» (Луцьк).
Чемпіон (за повідомленням статті газети «Радянська Волинь» 1949 року) — «Спартак» (Луцьк).